# Puchar Interkontynentalny w Lekkoatletyce 2010 – bieg na 110 m przez płotki mężczyzn
Bieg na 110 metrów przez płotki mężczyzn – jedna z konkurencji rozegranych podczas pucharu interkontynentalnego w Splicie. Płotkarze rywalizowali 5 września – drugiego dnia zawodów.

## Rezultaty
| Poz. | Zawodnik             | Reprezentacja  | Czas  |
| ---- | -------------------- | -------------- | ----- |
| 1.   | David Oliver         | Ameryka        | 13.11 |
| 2.   | Andy Turner          | Europa         | 13.48 |
| 3.   | Shi Dongpeng         | Azja i Oceania | 13.53 |
| 4.   | Garfield Darien      | Europa         | 13.75 |
| 5.   | Selim Nurudeen       | Afryka         | 13.76 |
| 6.   | Othmane Hadj Lazib   | Afryka         | 13.89 |
| 7.   | Tasuku Tanonaka      | Azja i Oceania | 13.92 |
| 8.   | Dominique DeGrammont | Ameryka        | 14.18 |